# سب براون
سب براون (انگلیسی: Seb Brown؛ زادهٔ ۲۴ نوامبر ۱۹۸۹) بازیکن فوتبال اهل بریتانیا است.
از باشگاه‌هایی که در آن بازی کرده‌است می‌توان به باشگاه فوتبال همپتون و ریچموند بورو، باشگاه فوتبال ووکینگ، باشگاه فوتبال ای‌اف‌سی ویمبلدون، باشگاه فوتبال وایت‌هاوک، باشگاه فوتبال برنتفورد، باشگاه فوتبال بروملی، و باشگاه فوتبال سنت آلبنز سیتی اشاره کرد.
وی همچنین در تیم ملی سی فوتبال انگلیس بازی کرده‌است.